# ピエール・セリス

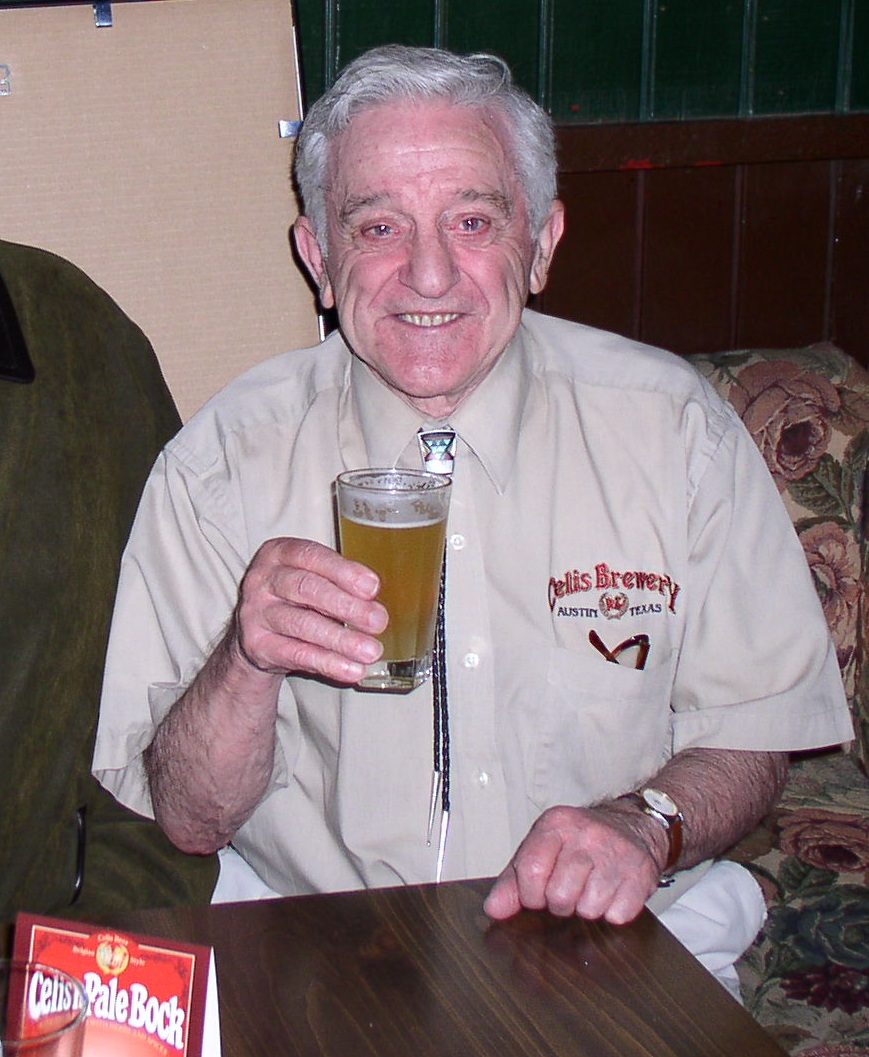
ピエール・セリス

ピエール・セリス（Pierre Celis、1925年3月21日 - 2011年4月9日）は、ホワイトビールを復活させ、その後もビール醸造に貢献したベルギーの人物。

## 人物
ベルギーのヒューガルデン(w:Hoegaarden)村に生まれる。その昔同村で醸造されていたホワイトビール(オランダ語: witbier)というスタイルのビールを1966年に復活させ、ヒューガルデン・ホワイト(Hoegaarden White)と名付ける。このビールが当時のベルギーで流行したため、ホワイトビールがベルギー全土に定着したことは彼の功績であると言っても過言ではない。
セリスは1966年にド・クレイス(De Kluis)醸造所を設立。しかし、1985年に火事で多大な被害を受ける。自力での復旧は困難であったため、1989年に同醸造所は インターブリュー社（現在のインベブ社）の傘下に入る。
1992年にはアメリカ合衆国テキサス州オースティンでセリス醸造所の設立に関わり、セリス・ホワイト(Celis White)等の醸造を行う。セリス醸造所も1995年に ミラー社に買収され、その後閉鎖された。
現在は、ヨーロッパ向けにはベルギーのヴァン・スティーンベルグ醸造所で、アメリカ向けにはミシガン・ブルーイング・カンパニーがライセンスを取得し、生産されている。
日本でもベルギーで醸造されたセリス・ホワイトを飲むことができる。
2011年4月9日、癌のため死去。86歳没。

## ピエール・セリス醸造のビール
2006年11月現在、ピエール・セリスが醸造したビールは次の通りである。

### ホワイトビール
- ヒューガルデン・ホワイト
- セリス・ホワイト
- セント・ベルナルデュス ウィット(ホワイト)
- ヒューガルデン・グランクリュ
- ヒューガルデン・禁断の果実

ホワイトビール以外の製法も含めて25銘柄

### その他のスタイル
- グロッテンビア